# Amtsgericht Woldenberg
Das Amtsgericht Woldenberg war ein preußisches Amtsgericht mit Sitz in Woldenberg, Provinz Brandenburg.

## Geschichte
Seit 1849 bestanden in Preußen Kreisgerichte. Das Kreisgericht Friedeberg in der Neumark war dem Appellationsgericht Frankfurt a. d. Oder nachgeordnet. In Woldenberg bestand eine Zweigstelle (Gerichtskommission) des Kreisgerichts Friedeberg. Im Rahmen der Reichsjustizgesetze wurden diese Gerichte 1879 aufgehoben. Das königlich preußische Amtsgericht Woldenberg wurde mit Wirkung zum 1. Oktober 1879 als eines von 14 Amtsgerichten im Bezirk des Landgerichtes Landsberg a.W. im Bezirk des Kammergerichtes gebildet. Der Sitz des Gerichts war die Stadt Woldenberg.
Sein Gerichtsbezirk umfasste:
- aus dem Landkreis Arnswalde die Amtsbezirke Bernsee, Hochzeit, Marienwalde, Marienwalder Forstrevier, Regenthien und das Schwachenwalder Forstrevier sowie der Gemeindebezirk Schwachenwalde und der Gutsbezirk Augustwalde aus dem Amtsbezirk Schwachenwalde und
- aus dem Landkreis Friedeberg Nm. den Stadtbezirk Woldenberg und die Amtsbezirke Hermsdorf, Lauchstädt, Mehrenthin, Schlanow und Wugarten sowie der Gemeindebezirk Friedrichsdorf aus dem Amtsbezirk Alt-Beelitz, die Gemeindebezirke Schüttenburg und Lücks Theerofen aus dem Amtsbezirk Oberförsterei Driesen und die Kolonie Hubachs Theerofen auf dem Amtsbezirk Oberförsterei Steinspring.[1]

Am Gericht bestanden 1880 zwei Richterstellen. Das Amtsgericht war damit ein mittelgroßes Amtsgericht im Landgerichtsbezirk.
Im Jahre 1945 wurde der Sprengel des Gerichtes unter polnische Verwaltung gestellt. Das Amtsgericht Woldenberg musste entsprechend seine Tätigkeit einstellen.